# SN 2007dj
SN 2007dj – supernowa typu Ia odkryta 19 kwietnia 2007 roku w galaktyce A111019-0120. W momencie odkrycia miała maksymalną jasność 19,40m.